# غرينبيرغ (فلم)
غرينبيرغ فيلم أمريكي (كوميدي-درامي) أنتج سنة 2010 من قبل شركة فوكس فيوتشر , بطولة بن ستيلر و من كتابة وأخراج نوا باوماش , قام جيمس ميرفي بتأليف موسيقى الفيلم .

## قصة
تحكي قصة هذا الفيلم عن رجل أربعيني (بن ستيلر) خرج من مصح العقلي، ويبقى في البيت وحده لمدة اربع اسابيع وبعدها سيذهب إلى فيتنام , يساعده فتاة (جريتا جيروج) بأن يعيش حياة طبيعية بطلب من أخيه وفي هذه المدة يمارسون الجنس في ليلة وبعدها تكشف البنت أنها حاملة ويريد عملية أجهاض، بعدها يريد رجل ان يذهب إلى أستراليا مع زوجة أخيه لكن يغير رأيه في الطريق ويعود للفتاة يأخذها من المستشفى إلى البيت .

## بطولة
- بن ستيلر بدور (روجر غرينبيرغ) .
- جريتا جيروج بدور (فلورانس مار) .
- كريس مسينا بدور (فيليب غرينبيرغ) شقيق روجر .

## وصلات خارجية
- غرينبيرغ على موقع IMDb (الإنجليزية)
- غرينبيرغ على موقع ميتاكريتيك (الإنجليزية)
- غرينبيرغ على موقع روتن توميتوز (الإنجليزية)
- غرينبيرغ على موقع نتفليكس (الإنجليزية)
- غرينبيرغ على موقع قاعدة بيانات الأفلام العربية
- غرينبيرغ على موقع ألو سيني (الفرنسية)
- غرينبيرغ على موقع Turner Classic Movies (الإنجليزية)
- غرينبيرغ على موقع أول موفي (الإنجليزية)
- غرينبيرغ على موقع بوكس أوفيس موجو (الإنجليزية)
- غرينبيرغ على موقع فيلمافينيتي (الإسبانية)